# فرانکو کاچونی
فرانکو کاچونی (ایتالیایی: Franco Cacioni؛ زادهٔ ۶ ژانویهٔ ۱۹۳۳) دوچرخه‌سوار اهل ونزوئلا است.